# Hot Springs (Montana)
Hot Springs é uma cidade  localizada no estado americano de Montana, no Condado de Sanders.

## Demografia
Segundo o censo americano de 2000, a sua população era de 531 habitantes.
Em 2006, foi estimada uma população de 569, um aumento de 38 (7.2%).

## Geografia
De acordo com o United States Census Bureau tem uma área de
0,8 km², dos quais 0,8 km² cobertos por terra e 0,0 km² cobertos por água. Hot Springs localiza-se a aproximadamente 880 m acima do nível do mar.

## Localidades na vizinhança
O diagrama seguinte representa as localidades num raio de 36 km ao redor de Hot Springs.